# Comuna Mareanivka, Șîreaieve
Mareanivka (în ucraineană Мар'янівка) este o comună în raionul Șîreaieve, regiunea Odesa, Ucraina, formată din satele Mareanivka (reședința) și Suha Jurivka.

## Demografie
Componența lingvistică a comunei Mareanivka
     Ucraineană (90,03%)
     Română (6,37%)
     Rusă (3,15%)
     Alte limbi (0,07%)
Conform recensământului din 2001, majoritatea populației comunei Mareanivka era vorbitoare de ucraineană (90,03%), existând în minoritate și vorbitori de română (6,37%) și rusă (3,15%).